# Paul Noirot
Pour les articles homonymes, voir Noirot.
Paul Noirot, de son vrai nom Henri Blanc, né le 18 novembre 1923 à Paris et mort le 4 septembre 2010 au Grand-Lucé,,, est un écrivain, journaliste français (pionnier de l'AFP, fondateur de Politique Hebdo), militant du Parti communiste français (1943-1969) et résistant lors de la Seconde Guerre mondiale.

## Biographie

### 1923-1939. Une enfance parisienne
Né d'une mère médecin d'origine ukrainienne et d'un père journaliste à l'agence Havas -ancêtre de l'Agence France Presse, qui fut créée en août 1944 -, Henri Blanc est élevé dans une famille acquise aux idéaux communistes. Il est élève de classe préparatoire aux grandes écoles afin d'entrer à l'Ecole Normale supérieure : il souhaitait se spécialiser dans la biologie ou les mathématiques.

### 1939-1945. Résistance et adhésion au Parti communiste
Âgé de 16 ans lors de l'armistice du 22 juin 1940, Henri Blanc passe le baccalauréat et tente de rejoindre les Forces françaises libres qui combattent en Afrique du Nord depuis Bordeaux, Sète et Marseille. Finalement, il s'engage dans la Résistance sur le sol français, à Marseille.
Ayant adhéré au Parti communiste au début de l'année 1943, devenu responsable d'un réseau de résistants, il est arrêté en novembre lors d'une opération de faux-papiers du réseau Alliance[réf. nécessaire] à la gare d'Ambert (Puy-de-Dôme). Incarcéré à Clermont-Ferrand, il est déporté à Buchenwald. En déportation, il est ingénieur mécanicien et s'emploie à limiter par tous les moyens la production de guerre allemande.
En avril 1945, les Allemands décident d'évacuer Buchenwald et de faire des prisonniers une monnaie d'échange éventuelle avec les Alliés. Lors de cette terrible marche à travers l'Allemagne qui décime par milliers les déportés affamés et exsangues, Paul Noirot sauve nombre de prisonniers en empêchant les plus faibles de tomber et de finir immanquablement sous les balles des SS qui marchent juste derrière les prisonniers. Le convoi est finalement délivré par une division d'infanterie américaine et, après un court repos dans un village allemand dont il devient le maire provisoire, il rentre en France, à l'hôtel Lutetia où se rassemblent les déportés rescapés, à la fin de l'année 1945.

### 1943-1969. Adhésion, scepticisme et exclusion du parti communiste
Les années d'après-guerre sont marquées par le journalisme et sa recherche d'un « internationalisme vrai » qui l'anime. Alors journaliste à l'AFP, il suit l'actualité de la fin de l'année lors des Grèves de 1947 en France. Il constate la rébellion deux compagnies de CRS dirigées par d'anciens résistants FTP, dont un qu'il reverra à Marseille plus tard lorsque ce dernier fondera une librairie d'extrême-gauche, puis l'interpellation du ministre François Mitterrand par Maurice Thorez aux mots de « Provocateur, tu parles comme Goering »  et l'appel, au soir du 1er décembre, du député PCF Raoul Calas à une fraternisation entre CRS et grévistes, suivi de son expulsion de force de l'Assemblée nationale à 5 heures 30 du matin après avoir été ravitaillé dans la nuit par l'épouse de Maurice Thorez. Le second contingent de la classe 43 est rappelé immédiatement par Jules Moch, traité de « bourreau d'ouvriers », soit 80 000 jeunes, parmi lesquels Paul Noirot, promu officier à Chartres alors qu'il sait à peine faire le salut militaire.
Militant du parti communiste français, Paul Noirot réfléchit en son sein, notamment dans la revue de politique étrangère du parti, Démocratie nouvelle. Membre de la section Travail du comité central du parti, Paul Noirot critique en premier lieu la CED, le plan Marshall et la reconstruction européenne. Cependant, il devient rapidement très critique envers le système soviétique et est l'un des opposants internes à l'idolâtrie de Staline, notamment sur le plan économique du modèle soviétique. Tour à tour, Paul Noirot soutient Dubček, condamne la répression de Prague. Après la fondation de Politique aujourd'hui, il est exclu du parti communiste.

### 1946-1996. Activités journalistiques

#### Agence France-Presse
Son père est professeur dans une école des cadres des MUR (Mouvements unis de la Résistance) fait partie des rédacteurs de l’Agence d’information du Conseil national de la Résistance, ce qui l'amène à occuper, avec Gilles Martinet et Pierre Courtade, l'agence Havas en août 1944 pour y créer l'Agence France-Presse avant de décéder en septembre 1945
Entré à l'AFP en 1946, Paul Noirot exerce au même moment ses premières piges à Action, où son premier article, intitulé « Voyage au bout de la nuit » (1946), raconte ses impressions en Allemagne. Syndicaliste, secrétaire du syndicat SNJ-CGT des journalistes de la Seine et de sa section à l'AFP, il fait partie de la minorité qui choisit de ne pas rejoindre le SNJ en 1948 et est licencié de l'AFP en 1951, peu de temps après avoir mené une grève, ce qui déclenche une nouvelle grève. Il attribue son éviction à la mainmise de Georges Bidault sur l'AFP, alors dirigée par Maurice Nègre, et dont le statut d'indépendance ne sera garanti qu'en 1957.
Au printemps 1947, une première grève des salariés de l'AFP ligués contre Maurice Nègre avait déjà abouti à ce que l'Etat décide de le relever de ses fonctions, mais la décision n'est pas appliquée car le Conseil d'Etat avait trouvé un vice de forme dans le décret, amenant Maurice Nègre à reprendre ses fonctions au printemps 1950 et à éliminer Paul Noirot une fois acquise la victoire du RPF aux législatives de 1951, en partie au détriment du PCF. Par la suite, Pierre Mendès France prendra à son tour une décision d'écarter Maurice Nègre, qui empochera des indemnités importantes compte tenu d'un nouveau vice de forme. Paul Noirot subit alors quelques mois de chômage et devient ensuite brièvement rédacteur à la Revue du cycle.

#### Le passage àCe soiravec Pierre Daix
En novembre 1951, il rejoint la rédaction de Ce soir, quotidien communiste dont Pierre Daix a été promu rédacteur en chef, depuis avril 1950. Il est ainsi « à son créneau » de journaliste, dans le même immeuble que L'Humanité, au coin de la rue du Louvre et de la rue Montmartre. Les effectifs du PCF fondent, L'Humanité perd 20 000 lecteurs et Auguste Lecoeur écrit aux sections pour leur demander d'être plus souples sur les critères d'adhésion
Paul Noirot est ainsi chargé de la politique étrangère pendant près d'un an à Ce soir , où il est considéré comme un contestataire et ne quitte cette seconde rédaction que peu avant la disparition entre février et mars 1953 de Ce soir, quand il insiste pour obtenir un poste de journaliste permanent à Démocratie Nouvelle, y parvenant juste avant le déclenchement le 13 février 1953 de l'affaire du Complot des blouses blanches. Sa mère lui raconte le climat antisémite et conflictuel vers lequel dérivent les réunions au siège du PCF et qui aurait selon lui déclenché de très profonds remous dans ce parti si la mort de Staline n'avait pas fait cesser l'affaire en mars 1953. Alors qu'il ne travaille plus à Ce soir, il est tenu au courant aussi de l'affaire du portrait de Staline.

#### L'arrivée à Démocratie Nouvelle
Journaliste permanent à Démocratie Nouvelle depuis seulement deux mois, il est ensuite amené à s'interroger sur le soulèvement des 16 et 17 juin 1953 à Berlin, provoqué par une baisse des salaires, en raison  l'implication d'ouvriers venus de Berlin-Ouest dans les émeutes, et qui amène Walter Ulbricht à faire appel aux troupes soviétiques dont la répression cause 20 morts selon son journal mais qui finalement se solde par la mort d'une cinquantaine de manifestants à Berlin-Est et de nombreux blessés, les soldats tirant alors à vue sur des citoyens désarmés. Paul Noirot deviendra ensuite rédacteur en chef-adjoint de la revue.

#### La découverte de la déstalinisation
Au cours d’un voyage en URSS, il découvre le contenu du rapport Khrouchtchev, grâce à son ami Giuseppe Boffa, correspondant à Moscou de L'Unita, le quotidien communiste italien, mais n'en parle pas tout de suite à la direction du PCF car il est membre du comité de rédaction de Démocratie nouvelle ; il ne fit pas alors état de ses informations sur l’URSS.
En 1960, il écrit que le PCF a eu « une insuffisante appréhension de la modification relative intervenue dans les rapports de force économique entre les pays d’Europe occidentale, au premier plan desquels la France et les États-Unis », analyse reprise par le dirigeant du PCF Marcel Servin dans France nouvelle, ce qui contribue à l'élimination de Servin et Laurent Casanova du PCF au cours de l'année 1961, marquée pour Paul Noirot par « une crise générale ». La revue soutient cependant les réformes de Khrouchtchev et parvient à conserver une relative autonomie, au moment où Maurice Kriegel-Valrimont est licencié de cette autre publication du PCF, France Nouvelle.

#### Le suivi de la Tchécoslovaquie
Les débats au sein du parti communiste tchécoslovaque font l'objet de deux numéros spéciaux, en mai 1964 puis en septembre 1966, et obtient au début de 1968 la première interview de Alexander Dubček, premier secrétaire du Parti communiste tchécoslovaque en 1968-1969 et figure centrale du Printemps de Prague ; cet entretien causera son renvoi car un tel fait a agacé Waldeck Rochet et la direction du PCF.
Entre-temps, dès décembre 1967, Paul Noirot a organisé des débats publics très suivis, avec la Revue socialiste et avec le Nouvel Observateur au Palais de la Mutualité, dans les mois précédant les événements de Mai 68. Après l’article contre les étudiants de Georges Marchais dans  L'Humanité du 3 mai, il demande immédiatement à Roland Leroy de mettre ce dernier sur la touche » puis un article à Roger Garaudy sur la révolte de la jeunesse, qui le publie titré « Les communistes et le mouvement ». Avec ce dernier et Paul Rozenberg, il organise une rencontre à la Sorbonne le 30 mai, mais qui échoue car bureau politique décide « une dernière et absolue interdiction ». Fin 1968, le leader communiste parisien Henri Fiszbin, secrétaire fédéral de Paris, condamne l'interview de Alexander Dubček par Noirot et veille à ce qu'il soit rapidement exclu.

#### La création de Politique-Hebdo
Après l'arrêt de Démocratie nouvelle à l'automne 1968, il fonde en janvier 1969 le mensuel Politique aujourd'hui qui se veut « une revue mensuelle de gauche anti-stalinienne, représentant divers courants ». Cette publication est l'une des causes de son exclusion du Parti communiste la même année.
En octobre 1970, Paul Noirot fonde et devient directeur de publication de l'hebdomadaire Politique Hebdo qui rassemble des socialistes, des militants d'extrême gauche (LCR, Lutte ouvrière, PCI) et d'anciens communistes. Pour des raisons financières, l'hebdomadaire cesse de paraître en 1978.

#### Les revues dirigées après Politique-Hebdo
En 1979, il est directeur de publication du nouvel hebdomadaire Maintenant, auquel collaborent des socialistes, des communistes, des membres du PSU, des Amis de la Terre, de mouvements féministes, et des « écrivains reporters ». Il tente ensuite la relance de Politique Hebdo lors de la campagne présidentielle de 1981.
Par la suite, Paul Noirot rejoindra Antonin Liehm pour diriger la revue européenne Lettre internationale, revue littéraire rassemblant des auteurs européens qui est publiée simultanément dans plusieurs pays d'Europe.

### 1997-2010. Activités d'édition
En 1997, Paul Noirot devient directeur éditorial de Maisonneuve et Larose.
En 2001, il crée les éditions Riveneuve avec Alain Jauson qui publie des ouvrages historiques et politiques.